# 5a edició dels Premis Sant Jordi de Cinematografia
La 5a edició dels Premis Sant Jordi de Cinematografia (aleshores oficialment Premios San Jorge) va tenir lloc el 23 d'abril de 1961, patrocinada pel "Cine Forum" de RNE a Barcelona dirigit per Esteve Bassols Montserrat i Jordi Torras i Comamala. L'entrega va tenir lloc en un dels salons de l'Hotel Majestic en un acte presidit per Luis Ezcurra Carrillo, president de RNE, Antonio Martínez Tomás, president de l'Associació de Premsa, i Demetrio Ramos, delegat del Ministeri d'Informació i turisme.

## Premis Sant Jordi
| Categoria                                           | Premiat                                            | Labor premiada                            |
| --------------------------------------------------- | -------------------------------------------------- | ----------------------------------------- |
| Millor pel·lícula espanyola                         | El cochecito                                       | Pel·lícula                                |
| Millor pel·lícula estrenada                         | El general de la Rovere                            | Roberto Rossellini                        |
| Millor director espanyol                            | Francesc Rovira Beleta                             | Altas variedades                          |
| Millor director estranger                           | François Truffaut                                  | Les Quatre Cents Coups                    |
| Millor guió espanyol                                | Ángel María de Lera Antonio Vich Pérez             | Los clarines del miedo                    |
| Millor guió estranger                               | Mario Monicelli Age & Scarpelli Luciano Vincenzoni | La grande guerra                          |
| Millor actor espanyol                               | Pepe Isbert                                        | El cochecito                              |
| Millor actor estranger                              | Alec Guinness                                      | The Horse's Mouth The Prisoner            |
| Millor actriu espanyola                             | Conchita Montes                                    | El baile                                  |
| Millor actriu                                       | Anna Magnani                                       | L'infern a la ciutat                      |
| Menció a millor fotografia en pel·lícula espanyola  | Manuel Berenguer                                   | La fiel infantería El Lazarillo de Tormes |
| Menció a millor fotografia en pel·lícula estrangera | André Bac                                          | Le Dialogue des carmélites                |
| Menció a la millor sala de Barcelona                | Cine Fantasio                                      | -                                         |
| Menció al millor cineclub de Catalunya              | Cineclub Universitari del SEU                      | -                                         |
| Menció a la millor publicació de cinema             | Documentos Cinematográficos                        | -                                         |
| Millor curtmetratge                                 | La corrida fantástica                              | -                                         |